# Nong Bua Lamphu
Pour la province de Thaïlande, voir Province de Nong Bua Lamphu.
Nong Bua Lamphu est une ville de la région nord-est de la Thaïlande.
Elle est située dans le district de Amphoe Mueang Nong Bua Lam Phu et elle est également la capitale de la province de Nong Bua Lamphu.